# Prineville, Oregon
Prineville, Oregon (енгл. Prineville) град је у америчкој савезној држави Орегон.

## Демографија
По попису из 2010. године број становника је 9.253, што је 1.897 (25,8%) становника више него 2000. године.
| Група             | 2000.         | 2010.         |
| Белци             | 6.571 (89,3%) | 7.953 (86,0%) |
| Афроамериканци    | 1 (0,0%)      | 15 (0,2%)     |
| Азијати           | 54 (0,7%)     | 62 (0,7%)     |
| Хиспаноамериканци | 546 (7,4%)    | 934 (10,1%)   |
| Укупно            | 7.356         | 9.253         |